# Ossaea elliptica
Ossaea elliptica är en tvåhjärtbladig växtart som beskrevs av Brother Alain. Ossaea elliptica ingår i släktet Ossaea och familjen Melastomataceae. Inga underarter finns listade i Catalogue of Life.